# Hampstead (Nuevo Hampshire)
Hampstead es un pueblo ubicado en el condado de Rockingham en el estado estadounidense de Nuevo Hampshire. En el Censo de 2010 tenía una población de 8.523 habitantes y una densidad poblacional de 235,63 personas por km².

## Geografía
Hampstead se encuentra ubicado en las coordenadas 42°52′58″N 71°10′4″O / 42.88278, -71.16778. Según la Oficina del Censo de los Estados Unidos, Hampstead tiene una superficie total de 36.17 km², de la cual 34.45 km² corresponden a tierra firme y (4.75%) 1.72 km² es agua.

## Demografía
Según el censo de 2010, había 8.523 personas residiendo en Hampstead. La densidad de población era de 235,63 hab./km². De los 8.523 habitantes, Hampstead estaba compuesto por el 97.62% blancos, el 0.27% eran afroamericanos, el 0.08% eran amerindios, el 0.82% eran asiáticos, el 0.01% eran isleños del Pacífico, el 0.18% eran de otras razas y el 1.02% pertenecían a dos o más razas. Del total de la población el 0.99% eran hispanos o latinos de cualquier raza.